# 山崎風愛
山崎 風愛（やまさき ふうあ）は日本の漫画家。『月刊少年ガンガン』、『ガンガンパワード』などで作品を掲載している。

## 経歴
2000年、少年ガンガン第1回新世紀マンガ大賞で、「DOME CHILDREN」が大賞を受賞。同誌にて同作品が掲載される。その後、ドラゴンクエストが魅せた夢を題材にした読み切り作品「IIIの勇者たち」の掲載を挟んで、大賞受賞作品「ドームチルドレン」の連載を開始。連載時の第1話と読み切りの話は、内容はほぼ同じであるが、いくつか相違点がある。「ドームチルドレン」連載終了後は、『ガンガンパワード』にて読み切り作品をいくつか掲載している。

## 連載作品
- ドームチルドレン（単行本全3巻 / ガンガンコミックス）
- 夏期限定トロピカルパフェ事件（原作：米澤穂信 構成：山崎風愛 作画：おみおみ / 単行本全2巻 / Gファンタジーコミックス）
- "葵" ヒカルが地球にいたころ……（原作：野村美月 作画：CHuN (FriendlyLand) 構成：山崎風愛 キャラクター原案：竹岡美穂 / 単行本全3巻 / ガンガンコミックスONLINE）

## 読み切り
- ドームチルドレン
- IIIの勇者たち（ドームチルドレン・単行本3巻に収録）
- スタートライン（『ガンガンパワード』2004年冬季号）
- かみさまのしっぽ（『ガンガンパワード』2004年春季号）
- Rainy Land（『ガンガンパワード』2004年夏季号）
- 夏の終わり〜Burnout Syndrome〜（『ガンガンパワード』2004年秋季号）
- 地上の天使たち（『ガンガンパワード』2005年春季号）